# 腕挫腹固

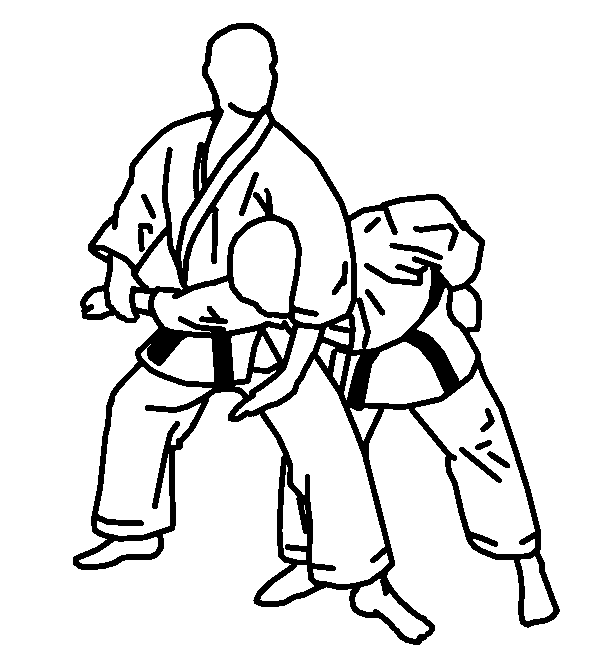
立ち姿勢での腕挫腹固の基本形

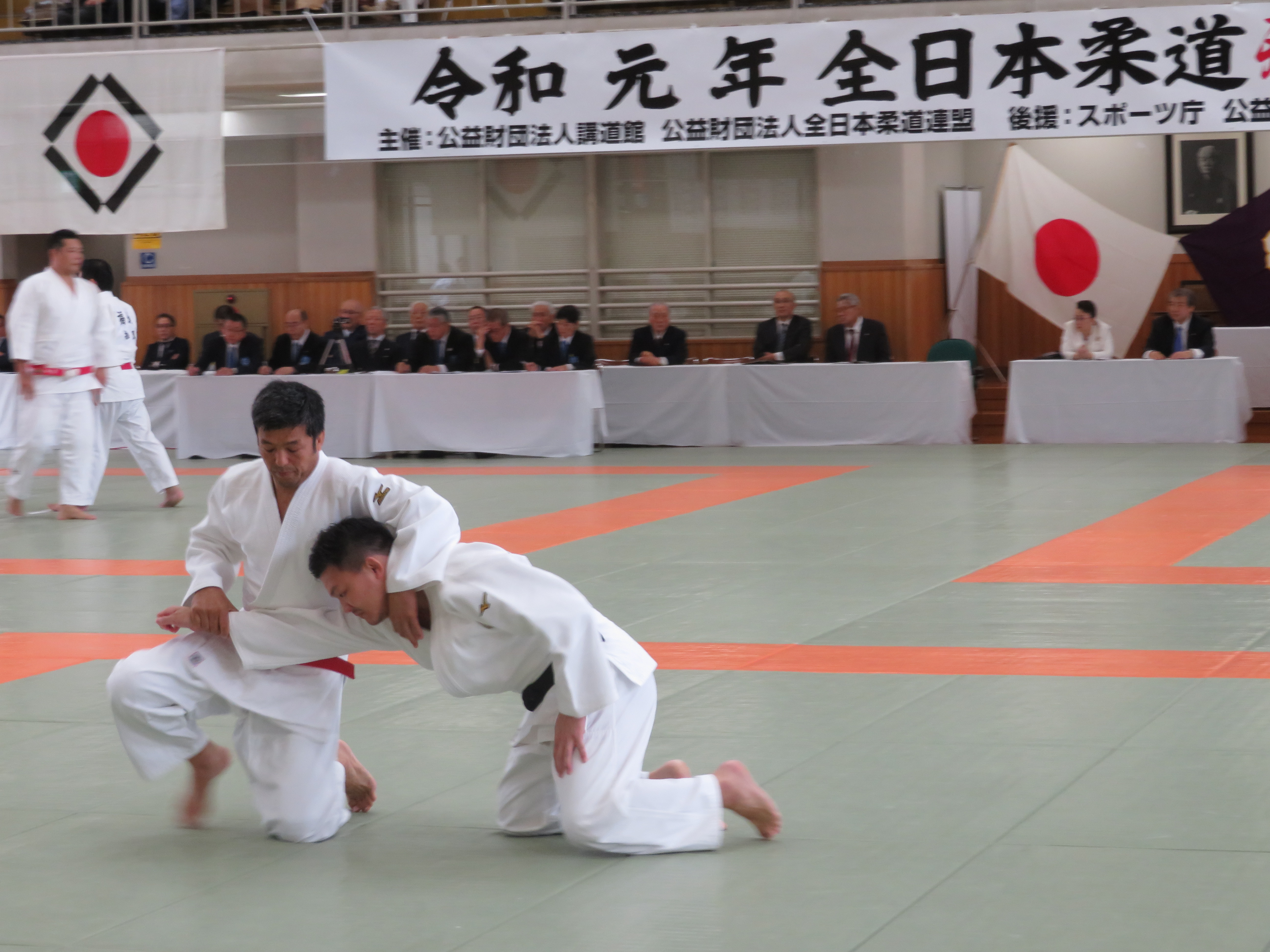
全日本柔道形競技大会での極の形突掛での腕挫腹固の基本形

腕挫腹固（うでひしぎはらがため）は、柔道・総合格闘技等における関節技でアームロックの一つ。講道館や国際柔道連盟 (IJF) での正式名。IJFでの別正式名腹固（はらがため）、U.H. hara gatame。IJF略号HGA。

## 概要
寝姿勢で極める場合もあれば、立ち姿勢で極める場合もあるが2018年から柔道国際ルールでは両者、立ち姿勢で関節技をかけ始めるのは禁止となったので立ち姿勢で極めるのは困難となった。
相手と同じ向きで極める場合が多いが逆向きで極める場合もある。うつ伏せの相手に極める場合が多いが仰向けの相手に極める場合もある。
基本形は相手の手首を掴み同じ側の腕の肘を、自分の腹または胸でで圧迫するようにして極める。
柔道や古流柔術などの演武では立ち関節技として披露されることもよくある。堀辺正史の骨法のイベント「第1回骨法の祭典」でも演武で披露された。格闘技の試合で極ることは滅多にないが、リングスにおいて、この技でヴォルク・ハンがエスケープポイントをとったことがある。

## 変化
背後からきめる腕挫腹固もある。

### 肩抑え体固腕挫
肩抑え体固腕挫（かたおさえたいがためうでくじき）はうつ伏せの相手と逆を向いた形で相手の右手首を左腋で挟み腹で相手の右肘か右上腕を圧迫して極める腕挫腹固。
試合での実例
- グランプリ・ザグレブ2018 男子66 kg級1回戦

〇ドミトリー・ホーネット（ベラルーシ）（3:32　腹固(IJF)）エマッド・ベース（モロッコ）×
左腕で相手の右腕を抱えながらの肩車の直後、この技で右肘を極めている。この試合映像が『IJFレフェリング・アンド・コーチング・セミナー2019』で教材となった。

### 腕挫体固
腕挫体固（うでひしぎたいがため）は崩袈裟固などで相手の右から抑え込んでいたら、相手が左腕を体と体の間に差し入れて逃れようとしてきた時、その腕を伸ばし自らの腹で相手の肘を抑えて極める腕挫腹固。腕挫腋固、腕挫脚固にも腕挫体固と呼ばれる技がある。

## 分類と名称
柔道界では講道館が固め技の分類・名称を制定する昭和60年以前は「腹固め」、「腕挫腹固」というと腕挫脚固の基本形を指す場合が多かった。柔道以外の格闘技界ではその後もそう呼ぶ場合が多い。